# 赤叶藻属
赤叶藻属（学名：Cystoclonium）为赤叶藻科的一个属。

## 下级分类
本属包括以下物种：
- Cystoclonium purpureum (Hudson) Batters